# Pfarrkirche Weißenbach am Lech

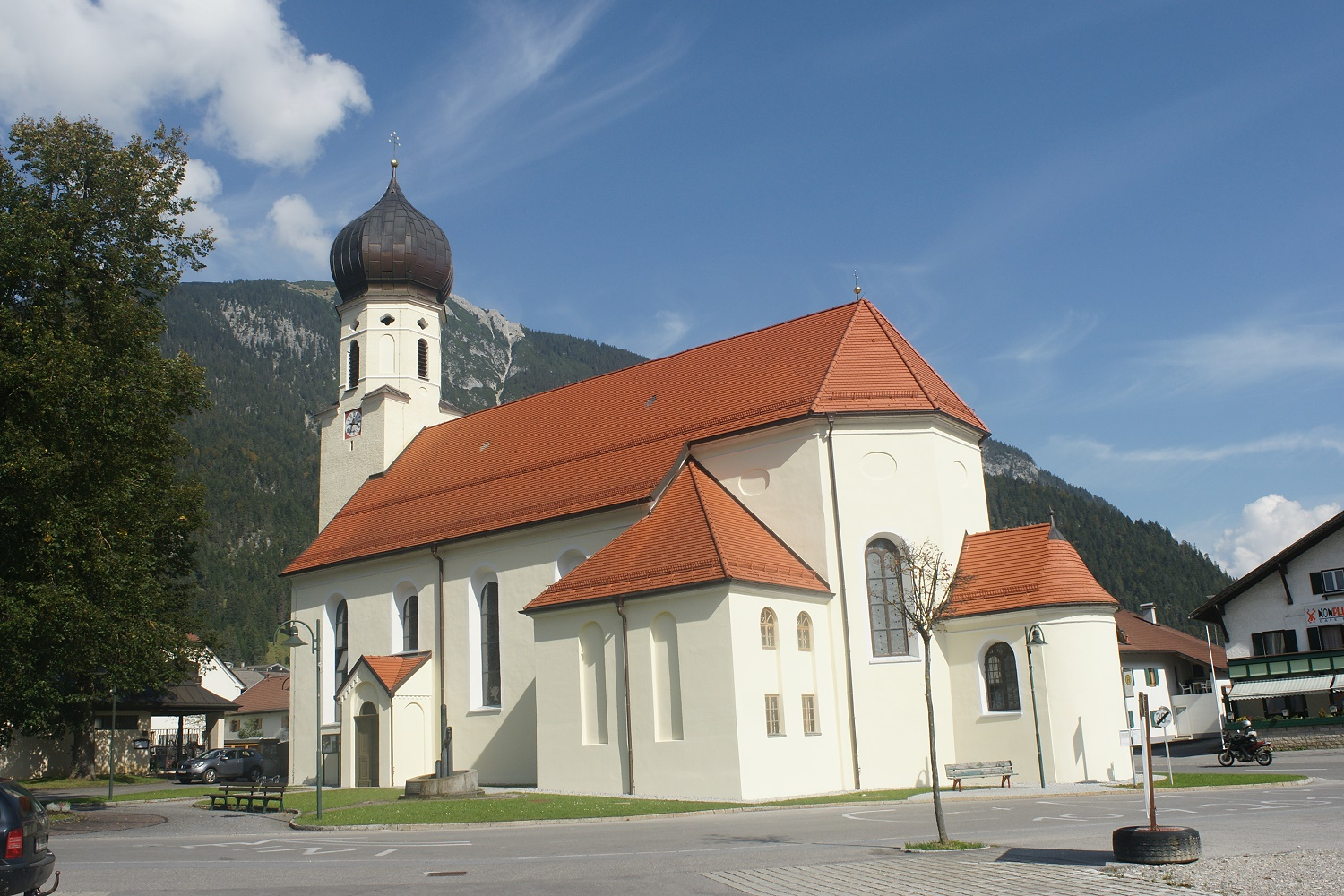
Katholische Pfarrkirche hl. Sebastian in Weißenbach am Lech

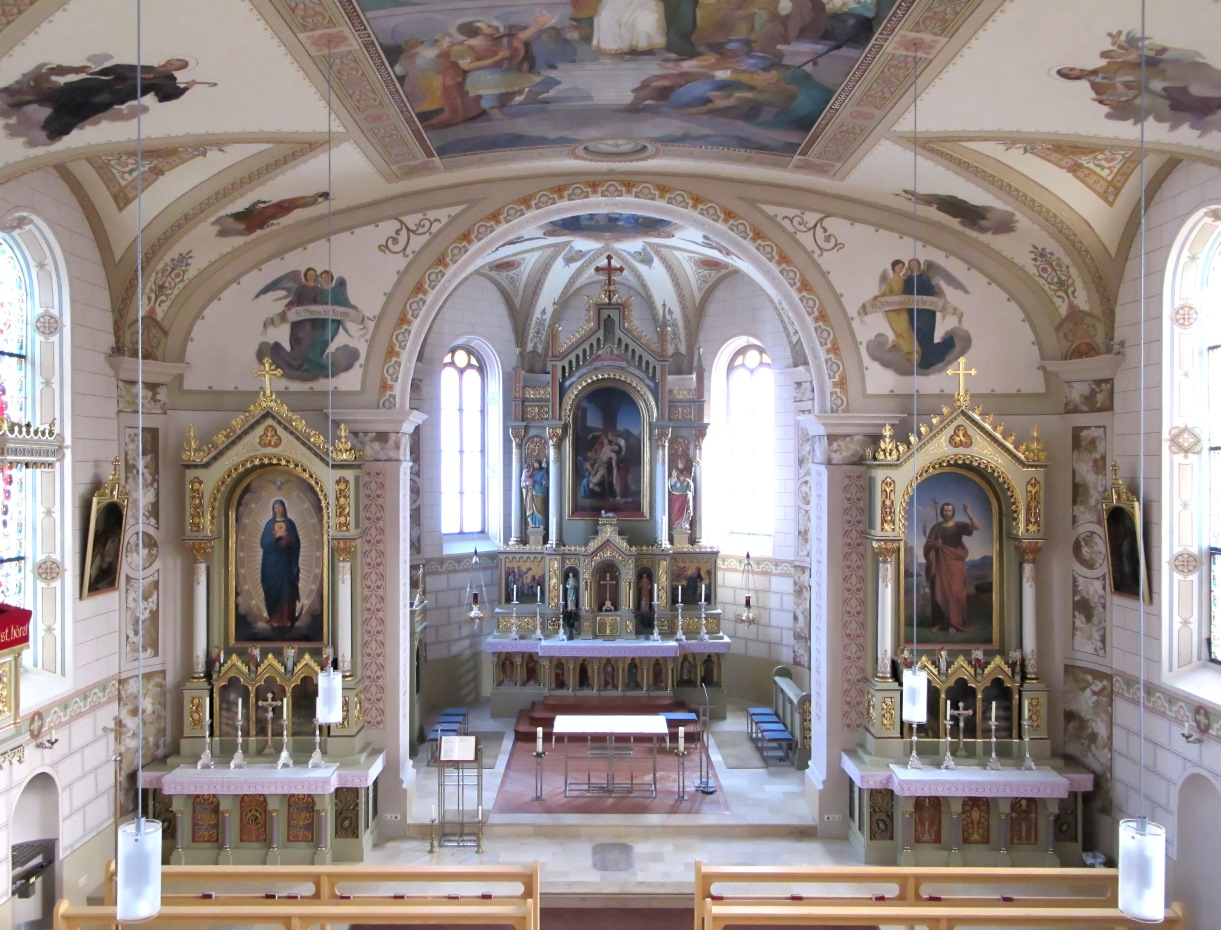
Langhaus, Blick zum Chor

Die Pfarrkirche Weißenbach am Lech steht nördlich am Hauptplatz in der Gemeinde Weißenbach am Lech im Bezirk Reutte im österreichischen Bundesland Tirol. Die dem Patrozinium hl. Sebastian unterstellte römisch-katholische Pfarrkirche gehört zum Dekanat Breitenwang in der Diözese Innsbruck. Die Kirche und der Friedhof stehen unter Denkmalschutz (Listeneintrag).

## Geschichte
Zur Pfarre Wängle gehörend entstand 1684 eine Kaplanei, 1786 eine Kuratie, und 1891 eine eigenständige Pfarre.
Urkundlich wurde um 1635/1642 eine Pest-Kapelle genannt. Von 1734 bis 1738 wurde der heutige Kirchenbau nach den Plänen des Architekten Jakob Lutz erbaut und 1773 geweiht.

## Architektur
Der einheitliche barocke Kirchenbau unter einem Satteldach hat einen barocken Nordturm.
Die Fresken wurden Johann Kärle um 1840/1845 zugeschrieben, im Chor Zacharias mit Anna, Joachim und Maria, im Langhaus hl. Sebastian vor Diokletian im Kolosseum in Rom, in den Stichkappenzwickeln die Heiligen Ignatius, Magnus, Margaretha, Barbara, Johannes Nepomuk und Rochus.

## Ausstattung
Die drei neuromanischen Altäre schuf 1843 und 1864 Josef Buch aus Weißenbach mit Säulenbaldachin mit Rundbogennische und Dreieckgiebel. Der Hochaltar zeigt das Gemälde hl. Sebastian von Franz Hellweger und trägt die Figuren der Heiligen Josef und Nikolaus um 1843. Der rechte Seitenaltar zeigt das Gemälde hl. Johannes der Täufer von Josef Anton Schueller um 1780/1790.
Die Orgel baute Matthäus Mauracher 1904.